# Дилифи
Дилифи (груз. დილიფი, Dilipi; арм. Դլիվեկ ,Դլիվ, Dlivek, Dliv) — село на юге Грузии, в крае Самцхе-Джавахетии Ниноцминдского муниципалитета (до 1991 года — Богдановского района), вблизи от тройного пограничного стыка Грузии, Армении и Турции (региона Восточная Анатолия, исторически происходящего от Западной Армении). Находится около 10 км от райцентра, на юго-западе.

## Описание
Основное население составляют армяне. В селе распространён мушский диалект. Население села около 1500 человек. Религиозную деятельность в селе представляет Армянская апостольская церковь.
На территории села находятся месторождения полезных ископаемых: базальт, сланец, пемза, торф.
Рядом с Дилифи находятся речки Кохали, Шор, Дзган арун и озеро Ханчали.

## История
Село Дилифи было переосновано летом 1830 года выходцами из Западной Армении, сел Енгикёй и Хачалуйс Хнусской провинции, села Еникёй Буланухской провинции, села Техут Хлатской провинции Битлисской губернии, города Кахзван и других мест.
Также в Дилифи основались армянские цыгане-боша, которые позднее переехали в Ахалкалаки.
В 1862-1866 годах на пожертвованиях сельчан в Дилифи была построена армянская церковь Св. Вардананц.
В 1911 году в Дилифи была построена школа.
В мае 1918 года Дилифи сильно постртадал от турецкого нашествия на Самцхе-Джавахетия, потеряв 25 % населения (320 человек).
До февраля 1921 года село Дилифи входило в состав Вачианского сельского правления Ахалкалакского уезда.
С февраля 1921 года село Дилифи присоединили к вновь созданному Гореловскому району, а после Богдановскому (Ниноцминдскому) району Грузинской ССР.
В 1930 году организовался колхоз имени А. Микояна.
В Великой Отечественной войне (1941—1945) дилифийцы потеряли 82 человека.
В 1950 году в Дилифи была построена ГЭС.
В 1962 году в Дилифи построена новая школа.
В 1981 году в Дилифи был построен пионерский лагерь «Джавахк».
Во всей округе Дилифи славится своими кристально чистыми родниками, которые дают жизнь ближайшим тридцати селам.
В разное время в Дилифи действовало 12 мельниц, на данный момент — лишь одна.
Папик Григорян в XIX веке построил Мухранский мост в Тифлисе по поручению наместника царя на Кавказе князя Воронцова, получил за заслуги титул мавра и имения в Борчалинском уезде Тифлисской губернии.

## Исторические памятники
- Церковь Св. Вардананц (Святых воевод Вардана)
- Руины средневековой церкви
- Каменные овни
- Часовня Сурб Минас
- Часовня Сурб Теваторос